# Rodina

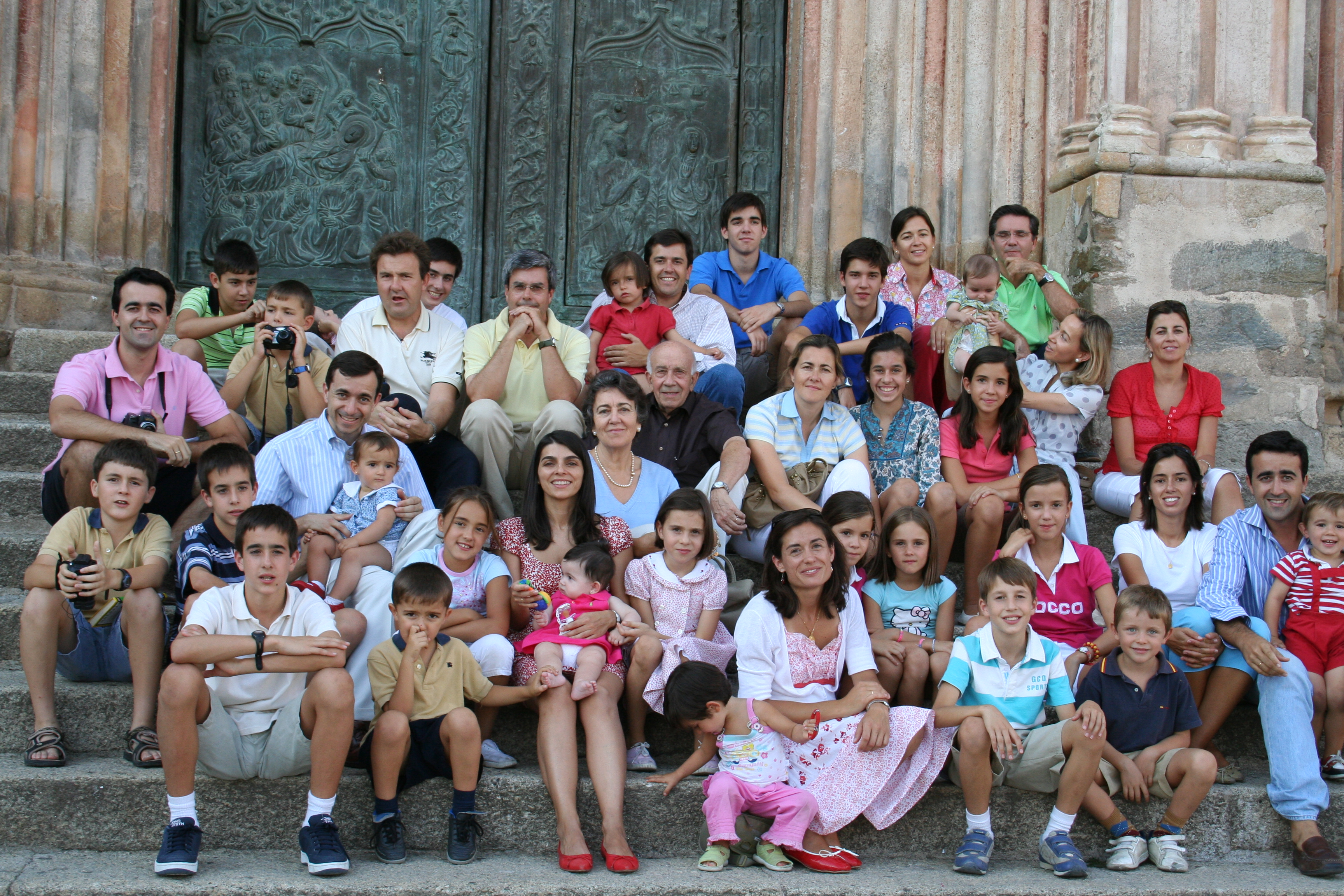
Širší rodina

Rodina je v sociologii solidární skupina osob navzájem spjatých manželstvím, příbuzenstvím nebo adopcí, které spolu dlouhodobě žijí a jejíž dospělí členové jsou odpovědní za výchovu dětí. Z hlediska rodičů jde o rodinu prokreační, z hlediska dětí o rodinu orientační. Další definice vymezují rodinu prostřednictvím jejích funkcí: funkce reprodukční, sociálně ekonomické, kulturně výchovné, sociálně psychologické a emocionální.
Základní („jádrovou“) rodinu tvoří zpravidla dvojice rodičů a jejich děti, zatímco rozšířená rodina zahrnuje i další příbuzné (prarodiče, tety, strýce, bratrance atd.) Vedle monogamního či párového uspořádání rodiny může být i rodina polygamní (obvykle patriarchální), polyandrická, případně neúplná rodina s jedním rodičem.

## Definice rodiny
Velký sociologický slovník vymezuje rodinu jako „původní a nejdůležitější společenskou skupinu a instituci“ s hlavními funkcemi reprodukce, výchovy, socializace a přenosu kulturních vzorů.
Sociologický slovník J. Jandourka jako „formu dlouhodobého solidárního soužití osob spojených příbuzenstvím a zahrnující přinejmenším rodiče a děti.“
Jozef Výrost definuje rodinu následovně: „Rodina je jakýmsi nejuniverzálnějším socializačním činitelem, který poskytuje jedinci identifikační vzory, seznamuje ho s předpokládaným chováním pro mužskou a ženskou roli. Učí jedince reagovat žádoucím způsobem v procesu interakce a umožňuje mu praktické ověření získaných dovedností v rámci rodiny. Uplatňuje se jako regulátor chování jedince a poskytuje mu společensky žádoucí normy. Pod vlivem rodinného působení se vytváří postoj k personálnímu okolí, k sobě samému i společnosti obecně“.
Jiřina Máchová v 70. letech 20. století rozlišovala tato pojmová vymezení rodiny:
1. Rodina „základní“ (také jádrová či nukleární) se skládá pouze z otce, matky a dětí, kteří žijí pohromadě.
2. „Rozšířená“ (široká) rodina zahrnuje kromě již zmíněných také další příbuzné, jako prarodiče, strýce, tety, bratrance a sestřenice atd. Vcelku se blíží pojmu příbuzenstvo.
3. Rodina „orientační“ je taková, ve které se daný jedinec narodil.
4. „Rozmnožující“ (prokreační) rodinou se rozumí nová rodina, kterou dvojice zakládá novým manželstvím.

### Definice rodiny v právním řádu České republiky
Český právní řád rodinu nebo její členy obecně neurčuje. Např. trestní zákoník sice obsahuje ve své části druhé, hlavě IV., trestné činy proti rodině a dětem, ale definici rodiny neobsahuje. Činí tak jen některé zvláštní zákony, ale vždy jen pro své vlastní účely, neobsahují tedy obecně použitelné vymezení rodiny.
Přitom ještě všeobecný zákoník občanský, platný v této části na českém území až do roku 1950, tak činil a za rodinu bral rodiče se všemi jejich potomky. Občanský zákoník platný až do roku 2014 se o rodině zmiňoval pouze letmo a neurčitě při vypořádání společného jmění manželů a při vrácení daru. Také zvláštní zákon o rodině také žádnou definici neobsahoval, ale o jejím vzniku pojednával pouze v souvislosti s uzavřením manželství, jehož účelem je právě založení rodiny.
Nový občanský zákoník od roku 2014 pouze stanoví, že „rodina, rodičovství a manželství požívají zvláštní zákonné ochrany,“ jednoznačnou definici rodiny opět neobsahuje. Zůstává nicméně u principu, že hlavním účelem manželství je založení rodiny a v takovém případě hovoří o „rodinném společenství“ či „rodinné domácnosti“. Jako samostatný pojem je pak definován rodinný závod, kterého se mohou účastnit manželé nebo alespoň s jedním z nich i jejich příbuzní až do třetího stupně nebo osoby s manžely sešvagřené až do druhého stupně.
V jiných evropských zemích je však situace jasnější, a to nejen v těch, kde existuje stejnopohlavní manželství. Například anglický Zákon o registrovaném partnerství z roku 2004 mluví výslovně o „dětech rodiny“ (children of the family) a upřesňuje, že se jedná buď o dítě obou rodičů nebo jakékoli jiné dítě […], které oba vychovávají jako dítě rodiny.

## Rodina v sociologických teoriích

### Teorie socializace
Teorie socializace podle Sigmunda Freuda, založená významně na jeho psychoanalytické praxi, chápe rodinu jako vztahovou síť, na jejímž podkladu dochází k socializaci dítěte, k jeho uvádění do společnosti. Tento proces Freud vysvětluje pomocí konceptu oidipovského komplexu, jehož prostřednictvím se bisexuálně založené dítě stává genderově diferencovanou a heterosexuální bytostí. Pro děvče i chlapce je nejdůležitější vazbou vztah k matce. Chlapec musí uznat autoritu otce, identifikovat se s ním a přesměrovat svou touhu po matce na jinou ženu. Sociologický význam Freudovy teorie spočívá v přenesení psychoanalytické hodnoty genitálií na symbolickou hodnotu hegemonního mužství. Děvčata i chlapci si v rodině osvojují základní třídicí schémata dominance a podřízenosti, která mají přesah do dalších oblastí.

### Funkcionalismus
Funkcionalismus, který byl dominantním sociologickým paradigmatem 1. poloviny 20. století, mnohem více zasazuje rodinu do makrosociálních systémů: ekonomiky, kultury a politiky. Talcott Parsons studoval rodinu jako ústřední a nezastupitelnou společenskou instituci, jejímž cílem je biologická reprodukce (plození dětí) a kulturní reprodukce společnosti (přenos sociálních rolí, hodnot a norem). Instrumentální priorita je výsadou otce (a syna), který integruje rodinu do společnosti svou činností mimo ni, ve veřejné sféře. Expresivní priorita je pak výsadou matky (a dcery), jejímž úkolem je zajišťovat citové klima rodiny. Toto rozdělení, spolu s mocenskou dimenzí (syn je podřízen otci a dcera matce) je vykládáno jako funkční systém, který slouží jasně daným funkcím: prokreaci, výchově a socializaci dětí, ekonomické reprodukci a emočního uspokojení.

### Konfliktualistické pojetí
Freud i Parsons se ve svém studiu zaměřovali na bílou nukleární rodinu střední třídy jako modelovou a existenci alternativních forem soužití, které by zabezpečovaly srovnatelné funkce nebrali v potaz. Jejich pojetí zároveň předpokládalo konsensuální soulad zájmu rodiny se zájmem společnosti. Naopak rozporným zájmům, cílům, hodnotám a normám sociálních skupin se věnují teorie konfliktu, rozvíjené od 50. let 20. století zejména v USA. Podle Jacquese Donzelota už není moderní rodina oproti rodině tradiční výchozím bodem vztahů prorůstajících do společnosti, ale prostorem státního dohledu a kontroly. Z instituce vládnutí se stala instituce, jejímž prostřednictvím je vládnuto. Rodina je pod státním dohledem; prostřednictvím výchovy a vzdělávání dětí, speciálních pomáhajících profesí a vědních orgánů se mají rodiny žádoucím způsobem formovat.
Také Anthony Giddens popisuje moderní rodinu chápanou jako oblast citové vřelosti mezi partnery a generacemi. Domov je oddělen od místa práce, oslabuje se autorita otce v rodině a výchova dětí se stává doménou matek. Výchova se také přizpůsobuje více představě dětí jako zranitelných bytostí, kterým je třeba zajistit ochranu a zázemí. Různé funkce rodiny v péči o děti, vzdělávání, péči o staré či právní rámec vztahů přebírají různí specialisté. Rodina se stává institucí podporující tržní uspořádání ekonomiky, protože pomáhá reprodukovat pracovní a konzumní sílu.

### Marxistické pojetí
Marxismus považuje ekonomické vztahy za ústřední sílu, která určuje vývoj společnosti a zároveň za prostředek ke kontrole jednotlivých členů společnosti.
Základní marxistickou práci o rodině koncipoval Friedrich Engels. V knize Původ rodiny, soukromého vlastnictví a státu (1884) Engels vycházel z práce antropologa L. Morgana a rodinu představuje v jednotlivých vývojových stádiích, které odpovídají proměnám ve vývoji lidstva. Engels představil rodinu jako nikoliv stabilní sociální instituci ale jako instituci proměnlivou: podle jeho názoru dynamika výrobních společenských vztahů proměňovala také rodinu. Klasický marxismus se nevěnoval rodině jako politickému a sociálnímu problému a veškeré problémy spojené s rodinou chtěl vyřešit ustanovením socialistické společnosti.
Později marxismus uznal nutnost reflektovat význam rodiny pro proces sociální kontroly v rámci kapitalistické společnosti. Na rozdíl od funkcionalistů nevidí ale podíl rodiny v socializačním procesu jako pozitivní. Rodina tak slouží k reprodukci buržoazní kultury kapitalistické společnosti, což zabraňuje tomu, aby lidé viděli svět takový jaký je. Tomuto tématu se zvláště věnoval francouzský filozof Louis Althusser, který definoval rodinu jako jednu ze složek tzv. ideologického aparátu státu. Stát nemusí kontrolovat společnost pomocí násilí, ale pomocí socializačního procesu na kterém se významně podílí rodina.
Spolu s feministickou kritikou se marxismus také věnoval otázce charakteru a významu domácí práce ženy v rodině. Marxismus tvrdí, že kapitalistická ekonomie potřebuje, aby žena pracovala doma a sloužila potřebám manžela odcházejícího denně do práce a zároveň potřebám dětí. Nicméně ale ženy v domácnosti tvoří „rezervní armádu“ pracovní síly, která nastupuje v případě ekonomického boomu. Postavení ženy na trhu práce je ale nerovné ve srovnání s muži, kteří jsou tradičně považováni za „živitele rodiny“.

### Interpretativní teorie
Oproti výše uvedeným teoriím, které popisovaly procesy a funkce v rodině jako historicky či psychologicky podmíněné univerzálie, interpretativní sociologické teorie kladou větší důraz na jedince jako aktéra a na vyjednávání významu sociální reality. Spíše než o funkce a historické proměny rodiny se zajímají o to, jak sociální aktéři „dělají rodinu“, jaké znalosti přitom užívají a jak toto konání a vědění souvisí s širším uspořádáním společnosti. Erving Goffman popisuje rodinu jako sféru, ze které se reprodukuje genderová nerovnost, tedy že z dělby práce mezi muže živitele a ženu pečovatelku vychází i širší sociální a ekonomické uspořádání společnosti.
Janet Finchová přišla s teorií, která pojímá rodinu jako sféru veřejného i soukromého předvádění či zobrazení (display). Prostřednictvím praktik každodenního života aktéři sdělují, že to, co dělají, pro ně představuje definici rodiny. Zároveň je důležitá zpětná vazba relevantního okolí, které potvrzuje, že takto ustavenou rodinu chápe jako fungující.
Podobně jako Finchová i Christopher Carrington se zaměřuje na každodenní aktéry a rodinu jako entitu tvořenou lidmi, kteří se milují a starají o sebe navzájem. Rodina je tak vytvářena konkrétními činnostmi spojenými s láskou a starostlivostí a reflexí těchto činností. Lidé vytváření sociální vztahy, které vnímají jako rodinné a nakládají tak s nimi. Ačkoli se tyto činnosti zdají samozřejmé, Carrington je zviditelňuje jako práci. Domácí práce dle něj zahrnuje práci spojenou s jídlem a stravováním, práci na udržování příbuzenských vazeb, interakční práci, konzum, emoční práci a práci spojenou s prezentací statusu domácnosti.
Další interpretativní teorii představuje koncept nastolování rodiny a nastolování v rodině Pierra Bourdieua. Nastolování je podle něj rituální i technické ustavování jednoty a zajišťování integrace rodiny, pomocí inauguračních aktů (svatba) a dalších praktik. Rodina je tak výsledkem praktického a symbolického úsilí, jako např. pomoci, obdarování, vzájemných služeb, návštěv, pozorností, laskavostí, fotografování, zásnubních prstenů.
Dilema vyplývající z výše uvedených přístupů, jsou-li jedinci autonomními a svobodně se rozhodujícími aktéry, nebo je-li v jejich jednání zakotvená normativní povaha sociální struktury, překlenuje Anthony Giddens interpretací jednání jako kontinuálního proudu, který je formován prostřednictvím generativních schémat sociální struktury, zároveň však vyžaduje alespoň částečnou reflexivitu aktérů, kteří své jednání sledují a usměrňují (byť tato reflexe nemusí být nutně vědomá).
Podle Bourdieua je rodina individuálně prožívanou zkušeností, která je zároveň zprostředkovaná v kontextu dominantní definice rodiny z termínů jako „dům“, „domov“, „domácnost“.

### Pozdně moderní rodina
Pozdně moderní společnost bývá charakterizovaná oslabením legitimizační funkce obecně sdílených zvyků a tradic, náboženství nebo jednotného vědeckého paradigmatu. Rodina je jednou z mála institucí, které si stále tuto univerzálně platnou funkci více či méně uchovává. Manželé Ulrich Beck a Elisabeth Beck-Gernsheimová uvádí, že mnoho lidí řadí rodinu a lásku do pozice, kterou dříve zaujímal bůh. Je vzývána jako základ společnosti a bezpečný přístav. Zároveň je však ovlivňována individualizací, globalizací kapitálu a médií, rozvojem reprodukčních technologií a mezinárodní migrací. Tzv. teorie středního dosahu autorské dvojice analyzuje rodinu v individualizované moderní společnosti. V probíhající globální revoluci lidé rozebírají a znovu sestavují základní zákonitosti rodiny. Uvolňuje se těsné sepětí manželství s jeho prokreační funkcí, rodičovství je v manželství méně povinné a cesty k němu méně jednotné. Ztrácí i na podmínce heterosexuální výlučnosti.
Autoři také rozlišují mezi tzv. první a druhou modernitou. V období první modernity (cca do 60. let 20. století) představovala tzv. normální rodina – sestávající z dospělého páru a jeho biologických dětí, včetně celoživotního závazku stvrzeného manželstvím – většinový model rodinného soužití. Nukleární rodina se také překrývá s vymezením domácnosti. I v té době existovaly jiné životní styly a modely, avšak nepředstavovaly legitimní alternativu a byly považovány za anomálie vyplývající z nešťastných okolností nebo vnějších omezení. V období druhé modernity se už lidé nevdávají a nežení primárně pro reprodukci majetku nebo sociálního postavení, ale hledají alespoň zpočátku radost a citové uspokojení. K výše popsanému rodinnému modelu se přidružují další modely rodinného uspořádání, tentokrát už bez stigmatu anomálie či deviace a normální rodina přestává být dominantním normativním ideálem. Zpochybňuje se také předpoklad zaměnitelnosti rodiny a domácnosti (např. rodiny rozvedených partnerů, odděleně žijící partneři). Proces normalizace diverzity považují Beck a Beck-Gernsheimová za klíčový. A v návaznosti na tyto proměny dochází také k proměně genderových vztahů, dochází ke statusovému konfliktu, ženy už nejsou jednoznačně vázány na péči o děti a domácnost, doménou mužů ovšem stále zůstává veřejná sféra.
Zygmunt Bauman popisuje vztahové sítě, v nichž lidé vyhledávají stále nové známosti, pokud jim dosavadní přestávají přinášet radostné prožitky. Závazků se člověk v době tzv. tekuté modernity obává. Bauman rozšiřuje konflitualistickou ideu rodiny jako sféry konzumu i na rodičovskou motivaci, jež souvisí s očekávanými radostmi a potěšením, které dosud žádný výrobek na trhu nebyl schopen vyvážit. Partnerské vztahy a rodičovství pojednává nikoli jako předurčené životní dráhy, nýbrž jako uskutečnění vědomého a rozváženého plánu. Toto vlastní rozhodování, ačkoli je zdánlivě pouze emocionální, není nepodobné volbě, kterou dříve za potomky činili rodiče.

### Feministické teorie
Nancy Chodorowová přišla s alternativní interpretací Freudovy teorie oidipovského komplexu: Ne vývoj děvčete, nýbrž chlapce je komplikovanější, a to proto, že si osvojuje mužství jako ne-ženství. Že se výchově dětí věnují především ženy, vykládá Chodorowová jako základ genderové diference a reprodukce sociální struktury, včetně rozdělení na „soukromé“ ženy a „veřejné“ muže. Identita ženy je pak založená na pokračující identifikaci s matkou, zatímco identita muže na vymezení se vůči matce a ženskosti. Chodorowová tak představuje vhodný příklad feministických přístupů upozorňujících na to, že dosavadní perspektiva nahlížení na instituci rodiny je perspektiva androcentrická a etnocentrická.
Ann Oakleyová byla jednou z prvních autorek, které popisovaly práci žen v domácnosti jako časově náročnou a citově vyčerpávající, nikdy nekončící a osamělá. Upozorňovala, že péče o dítě a péče o domácnost často stojí ve vzájemném protikladu, neboť každodenní aktivita dětí stojí obvykle v kontrastu s pořádkem a čistotou.
Michèle Barrettová a Mary McIntoshová inspirované Marxovými tezemi zdůrazňují třídní strukturovanost rodiny a staví na tvrzení, že podmanění žen je výsledkem jejich kapitalistického vykořisťování v rodině. Majitelé výrobních prostředků (muži-živitelé) profitují z práce, kterou ženy bez nároku na plat vykonávají v domácnosti.

Erving Goffman popsal rodinu jako tzv. totální instituci, tedy prostor, ve kterém se (pro ženy) jednotlivé činnosti, obvykle oddělené, odehrávají na jednom místě, včetně práce, stravování, odpočinku i spánku. Zatímco manžel a starší děti tuto sféru pravidelně opouštějí za prací, školou či zábavou, pro ženu se domov může stát i jakýmsi domácím vězením.
Judith Staceyová se zabývala (zejména v kontextu Spojených států) rozporem mezi mytizující rétorikou rodinných hodnot a každodenním jednáním. Podle autorky je rodina spíše než stabilní a základní entitou a všelidskou institucí rozmanitou paletou konkrétních rodinných konstelací tvořených konkrétními aktéry.

## Z historie rodiny

### Tradiční rodina
Pro období před průmyslovou revolucí se sice hovoří o rodině, ale do značné míry se jedná o umělý a nepříliš vhodný pojem. V písemných pramenech je mnohem častější a důležitější výraz domácnost (dům, hospodářství), který zahrnuje jak pokrevně příbuzné členy rodiny, tak i podruhy, čeleď a další jedince v domě. Důležitá pro definici této jednotky není pokrevní příbuznost, ale společné hospodaření a stolování (jídlo u jednoho stolu). Vztah hospodáře k čeledi a podruhům je do značné míry stejný, jakým je vázán ke svým pokrevním příbuzným.
O problémech spojených s tradiční rodinou nejlépe z písemných pramenů informují urbáře, pozemkové knihy, berní ruly, soupisy obyvatelstva podle víry, seznamy podruhů, matriky.
V historickém bádání se hovoří do období průmyslové revoluce o tzv. tradiční či předindustriální nebo také stavovské rodině. Z hlediska historické demografie se za hlavní rozdíly mezi rodinou tradiční a moderní považuje míra porodnosti a mortality, dále existence tzv. demografických krizí v předindustriální společnosti a konečně a asi nejpodstatněji existence masově rozšířené regulace porodnosti v moderní společnosti. Tento rozdíl bývá považován za kardinální, protože jako jediný dokáže vypovídat i o morálních normách, náboženských představách (respektive jejich absenci), postoji k životu a představách o určitém životním standardu.
Pro tradiční rodinu je také typické, že mnohem více než moderní rodina sloužila jako ekonomická jednotka.

### Dva modely rodiny

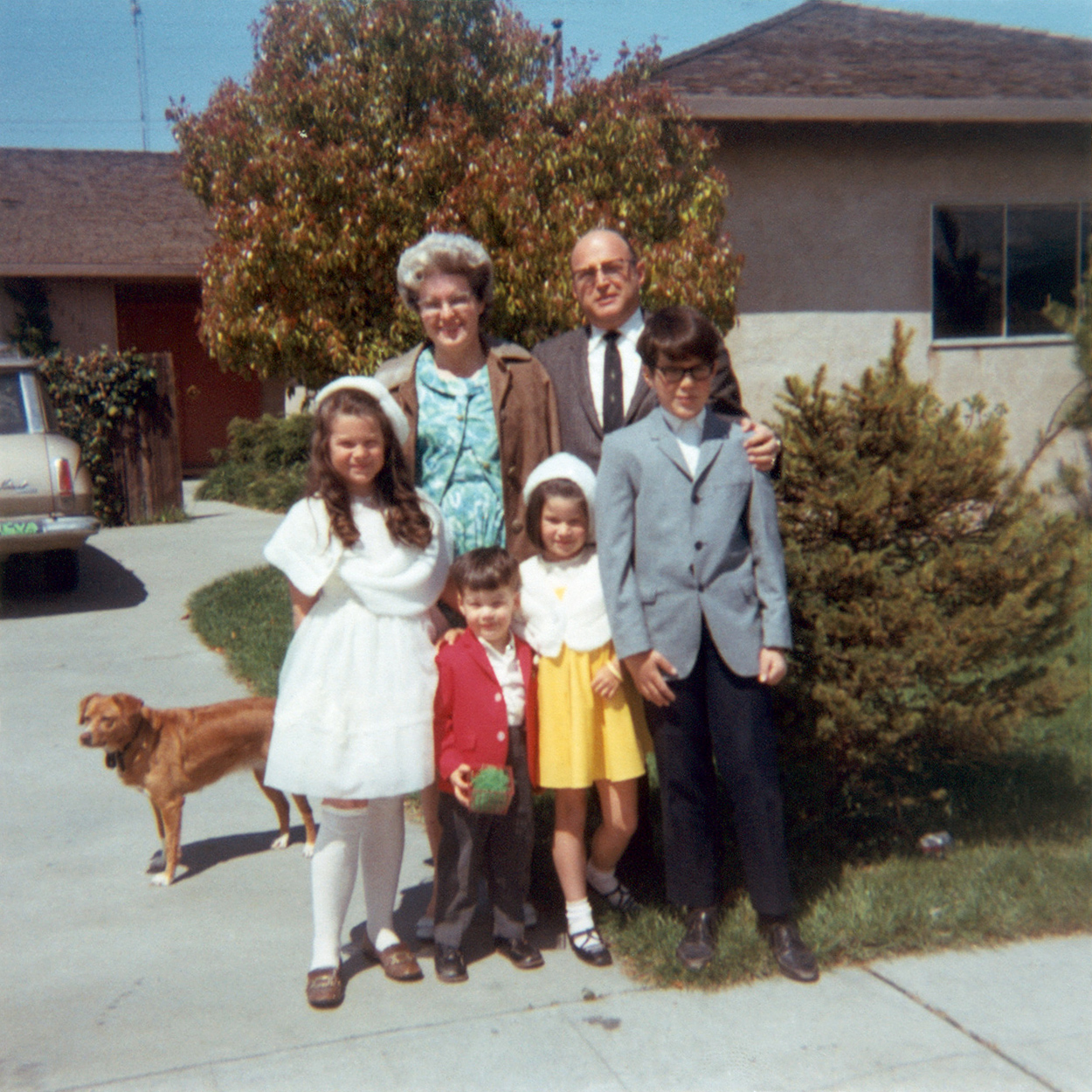
Rodina v roce 1969

J. Hajnal (1965) rozlišil dva základní historické modely rodiny – severozápadní a jihovýchodní, které se podle něj stabilizovaly někdy počátkem 16. století. Dělicí hranici přitom vymezil mezi Terst a St. Petersburg, což znamená, že tzv. „Hajnalova linie“ probíhala někde na pomezí dnešní Moravy a Slovenska.
Pro severozápadní model, kam tedy patřily i Čechy a větší část Moravy, byly typické tyto znaky:
- malý počet členů rodiny (v průměru 4–5 osob)
- nižší míra pokrevního příbuzenství v rodině
- relativně vysoký věk vstupu do manželství (25–26 let)
- 10–25 % celoživotně neprovdaných žen a neženatých mužů, protože k uzavření sňatku museli mít potenciální snoubenci půdu, na které by se mohli usadit a která by jim zajistila obživu.
- dědické právo: majetek dědil prvorozený syn, ale musel vyplatit matku a sourozence (kteří museli odejít z domu) a to tak, že se stanovila odhadní cena celého majetku a buď jim nový vlastník dal jednorázovou sumu (to ale znamenalo prodat statek), ale mnohem častěji jim musel vyplácet závdavky, tj. na sv. Havla a sv. Jiří jim vyplácel vejrunky

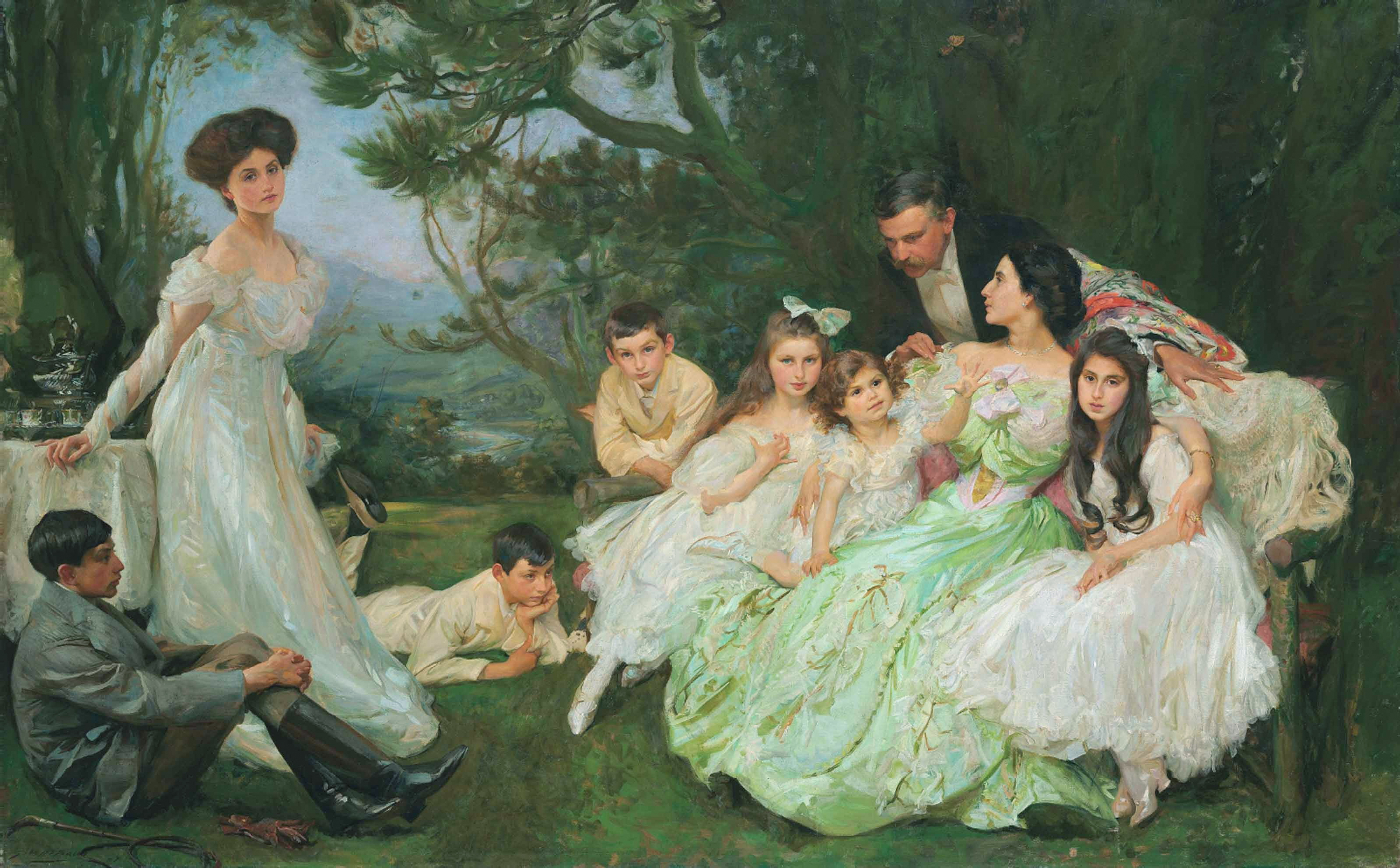
Mnohočlenná rodina

Jihovýchodní model byl naopak charakteristický těmito znaky:
- mnohočlenné rodiny
- vysoká sňatečnost
- sňatkový věk 20–21 let
- dědické právo: přesně se neví, kdo co dědil, ale sourozenci (jen sestry se vyvdávaly jinam) zůstávali na statku, fungovala tedy velkorodina; matky často přešly do pozice podruhyň
- výlučnost patrilineárního principu tvoření rodiny
- neolokalismus: v severozápadním modelu pod jednou střechou nikdy dlouhodobě nežily dva manželské páry, v jihovýchodním modelu běžné

Hajnalova teorie dvojího modelu byla mezi odbornou veřejností vesměs přijata, nově ale byl model regionálně zjemněn a ukazuje se, že ne všechny znaky byly tak přísně dodržovány jak na jihovýchodě, tak na severozápadě Evropy.

### Vývoj rodiny

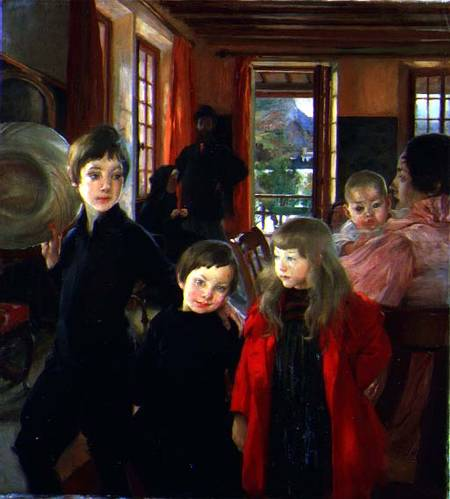
Paul Albert Besnard: The Artist's Family, 1890

Předmoderními formami rodiny se zabýval i L. Stone (1977), jenž v období od 16. do 19. století vymezil tyto stěžejní fáze vývoje rodiny:
1. Relativně malé, nukleární rodiny (tj. rodiče a děti, neboť krátká střední délka života zpravidla zabraňovala vzniku trojgenerační rodiny), udržující četné a intenzivní kontakty s celou komunitou, přičemž rodina svým členům neposkytovala větší citovou blízkost než síť širších příbuzenských a sousedských svazků. Rodina plnila především ekonomickou funkci a byla spíše zárukou přežití. Sňatky byly proto uzavírány především z majetkových důvodů (romantická láska byla dokonce považována za nemoc). Častěji se hovoří o „domácnosti“ nebo o „celém domě“ než přímo o „rodině“ – domácnost je definována lokálně a nikoliv na základě pokrevního příbuzenského svazku, neboť do domácnosti patřilo i služebnictvo.
2. Druhá, „přechodná“ forma existovala spíše jen ve vyšších vrstvách a vyskytovala se přibližně na přelomu 17. a 18. století. Zde se nukleární rodina vymezovala oproti celé společnosti, přičemž hlavní důraz začal být kladen na mateřskou lásku a na přirozenou, racionálně podloženou autoritu otce.
3. Třetí fáze, která se začíná objevovat v průběhu 19. století a která v mnoha aspektech přetrvává prakticky dodnes, je těsně spjatá s citovým individualismem, svobodnou volbou partnera na základě lásky, pevnými citovými vazbami a uzavřeností vůči okolí a důrazem na své soukromí.
Během 20. století se totiž zásadně zvýšil počet domácností (ale i domů v obcích – např.), aniž by se příliš změnil počet obyvatel, a tak průměrný počet osob v domácnosti klesl téměř na pouhé 2 členy, což umožnilo postupné zmenšování rodiny.

### Moderní rodina

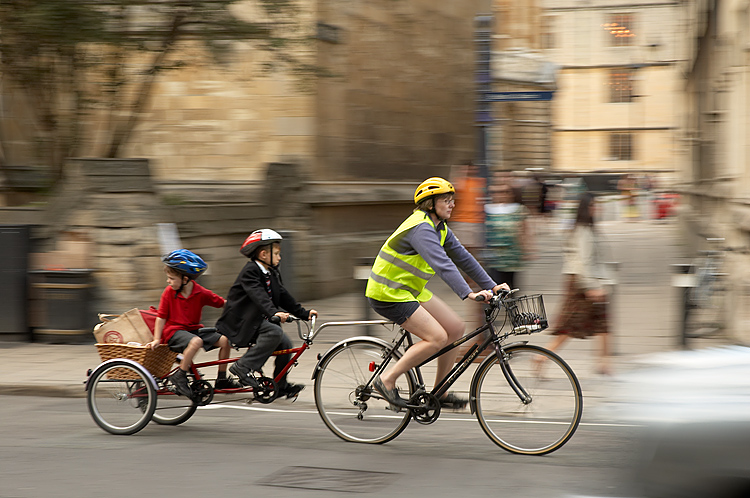
Matka s dětmi

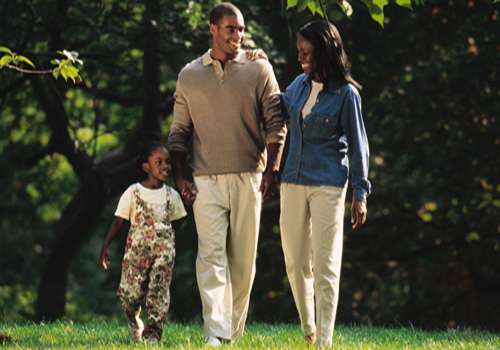
Rodina v parku

V moderním světě se institut rodiny proměňuje, i v Česku dochází v průběhu několika posledních desetiletí k řadě proměn. Česká rodina se v důsledku transformačních procesů znatelně vzdálila ustálenému tradičnímu modelu. Žena během dvacátého století získala značnou samostatnost osobní, ekonomickou a společenskou, mění se role muže a ženy. Mění se také ekonomická funkce rodiny. Ekonomický tlak vyžadující ekonomickou aktivitu obou partnerů vytlačuje v rodinných prioritách péči o děti. Sociolog Milan Tuček uvádí, že v rodině dochází k oslabování skutečně svobodných rozhodnutí pod tlakem vnějších faktorů (trh práce aj.), což může být příčinou k rozmachu jiných životních stylů (např. v USA 80. let 20. století tzv. singles), neboť lidé bez rodinných závazků mohou činit více svobodných rozhodnutí. Kromě volby alternativních životních stylů dochází také k odkládání vstupu do manželství a založení rodiny, vzrostl i podíl dětí narozených neprovdaným matkám, stejně jako akceptace rozvodu či nesezdaného soužití. Socioložky Jana Chaloupková a Petra Šalamounová zmiňují jako příčiny proměn jak změny hodnotových orientací a rozrůzňování životních stylů, tak růst ekonomické nejistoty a vývoj ekonomických podmínek mladých rodin. Technologickým aspektem ovlivňujícím vývoj rodiny je též např. zkvalitňování antikoncepce.

## Označení členů rodiny
Repertoár označení jednotlivých rodinných příslušníků se v jednotlivých jazycích liší. Například angličtina nerozlišuje bratrance od sestřenice (cousin), maďarština rozlišuje starší sestru (nőver) od mladší sestry (húg) apod. Také v češtině se tato označení mění, v minulosti byl slovník bohatší, protože bylo důležitější rozlišit specifické příbuzenstvo. Tak se rozlišoval například dědeček z otcovy strany (dědeček) a dědeček z matčiny strany (stařeček), strýc z otcovy strany (strýc) a strýc z matčiny strany (ujec) atd. Tato označení se však lišila dobově i teritoriálně, a proto nejsou v následujícím schématu uvedena. Podrobnější informace můžete najít v seznamu a v článcích jednotlivých členů rodiny.
|           |           |           |           | atd.      |           |           |           |            |            |            |            |            |            |          |          |               |               |               |               |               |               |            |            |            |            |            |            |         |         |         |         |         |         |       |       |       |       |       |       |         |         |         |         |         |         |        |        |           |           |           |           |           |           |          |          |          |          |          |          |       |       |       |       |          |          |           |           |           |           |           |           |        |        |        |        |        |        |
|           |           |           |           |           |           |           |           |            |            |            |            |            |            |          |          |               |               |               |               |               |               |            |            |            |            |            |            |         |         |         |         |         |         |       |       |       |       |       |       |         |         |         |         |         |         |        |        |           |           |           |           |           |           |          |          |          |          |          |          |       |       |       |       |          |          |           |           |           |           |           |           |        |        |        |        |        |        |
|           |           |           |           |           |           |           |           |            |            |            |            |            |            |          |          |               |               |               |               |               |               |            |            |            |            |            |            |         |         |         |         |         |         |       |       |       |       |       |       |         |         |         |         |         |         |        |        |           |           |           |           |           |           |          |          |          |          |          |          |       |       |       |       |          |          |           |           |           |           |           |           |        |        |        |        |        |        |
|           |           |           |           |           |           |           |           |            |            |            |            |            |            |          |          |               |               |               |               |               |               |            |            |            |            |            |            |         |         |         |         |         |         |       |       |       |       |       |       |         |         |         |         |         |         |        |        |           |           |           |           |           |           |          |          |          |          |          |          |       |       |       |       |          |          |           |           |           |           |           |           |        |        |        |        |        |        |
|           |           |           |           | prapraděd | prapraděd | prapraděd | prapraděd | prapraděd  | prapraděd  |            |            |            |            |          |          | praprababička | praprababička | praprababička | praprababička | praprababička | praprababička |            |            |            |            |            |            |         |         |         |         |         |         |       |       |       |       |       |       |         |         |         |         |         |         |        |        |           |           |           |           |           |           |          |          |          |          |          |          |       |       |       |       |          |          |           |           |           |           |           |           |        |        |        |        |        |        |
|           |           |           |           | prapraděd | prapraděd | prapraděd | prapraděd | prapraděd  | prapraděd  |            |            |            |            |          |          | praprababička | praprababička | praprababička | praprababička | praprababička | praprababička |            |            |            |            |            |            |         |         |         |         |         |         |       |       |       |       |       |       |         |         |         |         |         |         |        |        |           |           |           |           |           |           |          |          |          |          |          |          |       |       |       |       |          |          |           |           |           |           |           |           |        |        |        |        |        |        |
|           |           |           |           |           |           |           |           |            |            |            |            |            |            |          |          |               |               |               |               |               |               |            |            |            |            |            |            |         |         |         |         |         |         |       |       |       |       |       |       |         |         |         |         |         |         |        |        |           |           |           |           |           |           |          |          |          |          |          |          |       |       |       |       |          |          |           |           |           |           |           |           |        |        |        |        |        |        |
|           |           |           |           |           |           |           |           |            |            |            |            |            |            |          |          |               |               |               |               |               |               |            |            |            |            |            |            |         |         |         |         |         |         |       |       |       |       |       |       |         |         |         |         |         |         |        |        |           |           |           |           |           |           |          |          |          |          |          |          |       |       |       |       |          |          |           |           |           |           |           |           |        |        |        |        |        |        |
|           |           |           |           |           |           |           |           |            |            | praděd     | praděd     | praděd     | praděd     | praděd   | praděd   |               |               |               |               |               |               | prababička | prababička | prababička | prababička | prababička | prababička |         |         |         |         |         |         |       |       |       |       |       |       |         |         |         |         |         |         |        |        |           |           |           |           |           |           |          |          |          |          |          |          |       |       |       |       |          |          |           |           |           |           |           |           |        |        |        |        |        |        |
|           |           |           |           |           |           |           |           |            |            | praděd     | praděd     | praděd     | praděd     | praděd   | praděd   |               |               |               |               |               |               | prababička | prababička | prababička | prababička | prababička | prababička |         |         |         |         |         |         |       |       |       |       |       |       |         |         |         |         |         |         |        |        |           |           |           |           |           |           |          |          |          |          |          |          |       |       |       |       |          |          |           |           |           |           |           |           |        |        |        |        |        |        |
|           |           |           |           |           |           |           |           |            |            |            |            |            |            |          |          |               |               |               |               |               |               |            |            |            |            |            |            |         |         |         |         |         |         |       |       |       |       |       |       |         |         |         |         |         |         |        |        |           |           |           |           |           |           |          |          |          |          |          |          |       |       |       |       |          |          |           |           |           |           |           |           |        |        |        |        |        |        |
|           |           |           |           |           |           |           |           |            |            |            |            |            |            |          |          |               |               |               |               |               |               |            |            |            |            |            |            |         |         |         |         |         |         |       |       |       |       |       |       |         |         |         |         |         |         |        |        |           |           |           |           |           |           |          |          |          |          |          |          |       |       |       |       |          |          |           |           |           |           |           |           |        |        |        |        |        |        |
|           |           |           |           |           |           |           |           |            |            |            |            |            |            |          |          |               |               |               |               |               |               | prarodiče  |            |            |            |            |            |         |         |         |         |         |         |       |       |       |       |       |       |         |         |         |         |         |         |        |        |           |           |           |           |           |           |          |          |          |          |          |          |       |       |       |       |          |          |           |           |           |           |           |           |        |        |        |        |        |        |
|           |           |           |           |           |           |           |           |            |            |            |            |            |            |          |          |               |               |               |               |               |               |            |            |            |            |            |            |         |         |         |         |         |         |       |       |       |       |       |       |         |         |         |         |         |         |        |        |           |           |           |           |           |           |          |          |          |          |          |          |       |       |       |       |          |          |           |           |           |           |           |           |        |        |        |        |        |        |
|           |           |           |           |           |           |           |           |            |            |            |            |            |            |          |          | dědeček       | dědeček       | dědeček       | dědeček       | dědeček       | dědeček       |            |            |            |            |            |            | babička | babička | babička | babička | babička | babička |       |       |       |       |       |       |         |         |         |         |         |         |        |        |           |           |           |           |           |           | pratchán | pratchán | pratchán | pratchán | pratchán | pratchán |       |       |       |       |          |          | pratchyně | pratchyně | pratchyně | pratchyně | pratchyně | pratchyně |        |        |        |        |        |        |
|           |           |           |           |           |           |           |           |            |            |            |            |            |            |          |          | dědeček       | dědeček       | dědeček       | dědeček       | dědeček       | dědeček       |            |            |            |            |            |            | babička | babička | babička | babička | babička | babička |       |       |       |       |       |       |         |         |         |         |         |         |        |        |           |           |           |           |           |           | pratchán | pratchán | pratchán | pratchán | pratchán | pratchán |       |       |       |       |          |          | pratchyně | pratchyně | pratchyně | pratchyně | pratchyně | pratchyně |        |        |        |        |        |        |
|           |           |           |           |           |           |           |           |            |            |            |            |            |            |          |          |               |               |               |               |               |               |            |            |            |            |            |            |         |         |         |         |         |         |       |       |       |       |       |       |         |         |         |         |         |         |        |        |           |           |           |           |           |           |          |          |          |          |          |          |       |       |       |       |          |          |           |           |           |           |           |           |        |        |        |        |        |        |
|           |           |           |           |           |           |           |           |            |            |            |            |            |            |          |          |               |               |               |               |               |               |            |            |            |            |            |            |         |         |         |         |         |         |       |       |       |       |       |       |         |         |         |         |         |         |        |        |           |           |           |           |           |           |          |          |          |          |          |          |       |       |       |       |          |          |           |           |           |           |           |           |        |        |        |        |        |        |
|           |           |           |           |           |           |           |           |            |            |            |            |            |            |          |          |               |               |               |               |               |               |            |            |            |            |            |            | rodiče  |         |         |         |         |         |       |       |       |       |       |       |         |         |         |         |         |         |        |        |           |           |           |           |           |           |          |          |          |          |          |          |       |       |       |       |          |          |           |           |           |           |           |           |        |        |        |        |        |        |
|           |           |           |           |           |           |           |           |            |            |            |            |            |            |          |          |               |               |               |               |               |               |            |            |            |            |            |            |         |         |         |         |         |         |       |       |       |       |       |       |         |         |         |         |         |         |        |        |           |           |           |           |           |           |          |          |          |          |          |          |       |       |       |       |          |          |           |           |           |           |           |           |        |        |        |        |        |        |
| strýc     | strýc     | strýc     | strýc     | strýc     | strýc     |           |           |            |            |            |            | teta       | teta       | teta     | teta     | teta          | teta          |               |               |               |               | otec       | otec       | otec       | otec       | otec       | otec       |         |         |         |         |         |         | matka | matka | matka | matka | matka | matka |         |         |         |         |         |         |        |        |           |           |           |           |           |           |          |          |          |          |          |          | tchán | tchán | tchán | tchán | tchán    | tchán    |           |           |           |           |           |           | tchyně | tchyně | tchyně | tchyně | tchyně | tchyně |
| strýc     | strýc     | strýc     | strýc     | strýc     | strýc     |           |           |            |            |            |            | teta       | teta       | teta     | teta     | teta          | teta          |               |               |               |               | otec       | otec       | otec       | otec       | otec       | otec       |         |         |         |         |         |         | matka | matka | matka | matka | matka | matka |         |         |         |         |         |         |        |        |           |           |           |           |           |           |          |          |          |          |          |          | tchán | tchán | tchán | tchán | tchán    | tchán    |           |           |           |           |           |           | tchyně | tchyně | tchyně | tchyně | tchyně | tchyně |
|           |           |           |           |           |           |           |           |            |            |            |            |            |            |          |          |               |               |               |               |               |               |            |            |            |            |            |            |         |         |         |         |         |         |       |       |       |       |       |       |         |         |         |         |         |         |        |        |           |           |           |           |           |           |          |          |          |          |          |          |       |       |       |       |          |          |           |           |           |           |           |           |        |        |        |        |        |        |
|           |           |           |           |           |           |           |           |            |            |            |            |            |            |          |          |               |               |               |               |               |               |            |            |            |            |            |            |         |         |         |         |         |         |       |       |       |       |       |       |         |         |         |         |         |         |        |        |           |           |           |           |           |           |          |          |          |          |          |          |       |       |       |       |          |          |           |           |           |           |           |           |        |        |        |        |        |        |
| bratranec | bratranec | bratranec | bratranec | bratranec | bratranec |           |           | sestřenice | sestřenice | sestřenice | sestřenice | sestřenice | sestřenice |          |          | švagrová      | švagrová      | švagrová      | švagrová      | švagrová      | švagrová      |            |            |            |            |            |            | bratr   | bratr   | bratr   | bratr   | bratr   | bratr   |       |       | švagr | švagr | švagr | švagr | švagr   | švagr   |         |         | sestra  | sestra  | sestra | sestra | sestra    | sestra    |           |           | JÁ        | JÁ        | JÁ       | JÁ       | JÁ       | JÁ       |          |          |       |       |       |       | manželka | manželka | manželka  | manželka  | manželka  | manželka  |           |           | švagr  | švagr  | švagr  | švagr  | švagr  | švagr  |
| bratranec | bratranec | bratranec | bratranec | bratranec | bratranec |           |           | sestřenice | sestřenice | sestřenice | sestřenice | sestřenice | sestřenice |          |          | švagrová      | švagrová      | švagrová      | švagrová      | švagrová      | švagrová      |            |            |            |            |            |            | bratr   | bratr   | bratr   | bratr   | bratr   | bratr   |       |       | švagr | švagr | švagr | švagr | švagr   | švagr   |         |         | sestra  | sestra  | sestra | sestra | sestra    | sestra    |           |           | JÁ        | JÁ        | JÁ       | JÁ       | JÁ       | JÁ       |          |          |       |       |       |       | manželka | manželka | manželka  | manželka  | manželka  | manželka  |           |           | švagr  | švagr  | švagr  | švagr  | švagr  | švagr  |
|           |           |           |           |           |           |           |           |            |            |            |            |            |            |          |          |               |               |               |               |               |               |            |            |            |            |            |            |         |         |         |         |         |         |       |       |       |       |       |       |         |         |         |         |         |         |        |        |           |           |           |           |           |           |          |          |          |          |          |          |       |       |       |       |          |          |           |           |           |           |           |           |        |        |        |        |        |        |
|           |           |           |           |           |           |           |           |            |            |            |            |            |            |          |          |               |               |               |               |               |               |            |            |            |            |            |            |         |         |         |         |         |         |       |       |       |       |       |       |         |         |         |         |         |         |        |        |           |           |           |           |           |           |          |          |          |          |          |          |       |       |       |       |          |          |           |           |           |           |           |           |        |        |        |        |        |        |
|           |           |           |           |           |           |           |           |            |            |            |            |            |            |          |          |               |               |               |               |               |               |            |            |            |            |            |            |         |         |         |         |         |         |       |       |       |       |       |       |         |         |         |         |         |         |        |        |           |           |           |           |           |           |          |          |          |          | děti     |          |       |       |       |       |          |          |           |           |           |           |           |           |        |        |        |        |        |        |
|           |           |           |           |           |           |           |           |            |            |            |            |            |            |          |          |               |               |               |               |               |               |            |            |            |            |            |            |         |         |         |         |         |         |       |       |       |       |       |       |         |         |         |         |         |         |        |        |           |           |           |           |           |           |          |          |          |          |          |          |       |       |       |       |          |          |           |           |           |           |           |           |        |        |        |        |        |        |
|           |           |           |           |           |           |           |           |            |            |            |            |            |            |          |          |               |               | neteř         | neteř         | neteř         | neteř         | neteř      | neteř      |            |            | synovec    | synovec    | synovec | synovec | synovec | synovec |         |         |       |       |       |       |       |       |         |         | snacha  | snacha  | snacha  | snacha  | snacha | snacha |           |           |           |           |           |           | syn      | syn      | syn      | syn      | syn      | syn      |       |       | dcera | dcera | dcera    | dcera    | dcera     | dcera     |           |           | zeť       | zeť       | zeť    | zeť    | zeť    | zeť    |        |        |
|           |           |           |           |           |           |           |           |            |            |            |            |            |            |          |          |               |               | neteř         | neteř         | neteř         | neteř         | neteř      | neteř      |            |            | synovec    | synovec    | synovec | synovec | synovec | synovec |         |         |       |       |       |       |       |       |         |         | snacha  | snacha  | snacha  | snacha  | snacha | snacha |           |           |           |           |           |           | syn      | syn      | syn      | syn      | syn      | syn      |       |       | dcera | dcera | dcera    | dcera    | dcera     | dcera     |           |           | zeť       | zeť       | zeť    | zeť    | zeť    | zeť    |        |        |
|           |           |           |           |           |           |           |           |            |            |            |            |            |            |          |          |               |               |               |               |               |               |            |            |            |            |            |            |         |         |         |         |         |         |       |       |       |       |       |       |         |         |         |         |         |         |        |        |           |           |           |           |           |           |          |          |          |          |          |          |       |       |       |       |          |          |           |           |           |           |           |           |        |        |        |        |        |        |
|           |           |           |           |           |           |           |           |            |            |            |            |            |            |          |          |               |               |               |               |               |               |            |            |            |            |            |            |         |         |         |         |         |         |       |       |       |       |       |       |         |         |         |         |         |         |        |        |           |           |           |           |           |           |          |          |          |          |          |          |       |       |       |       |          |          |           |           |           |           |           |           |        |        |        |        |        |        |
|           |           |           |           |           |           |           |           |            |            |            |            |            |            | praneteř | praneteř | praneteř      | praneteř      | praneteř      | praneteř      |               |               | prasynovec | prasynovec | prasynovec | prasynovec | prasynovec | prasynovec |         |         |         |         |         |         |       |       |       |       |       |       |         |         |         |         | vnuk    | vnuk    | vnuk   | vnuk   | vnuk      | vnuk      |           |           | vnučka    | vnučka    | vnučka   | vnučka   | vnučka   | vnučka   |          |          |       |       |       |       |          |          |           |           |           |           |           |           |        |        |        |        |        |        |
|           |           |           |           |           |           |           |           |            |            |            |            |            |            | praneteř | praneteř | praneteř      | praneteř      | praneteř      | praneteř      |               |               | prasynovec | prasynovec | prasynovec | prasynovec | prasynovec | prasynovec |         |         |         |         |         |         |       |       |       |       |       |       |         |         |         |         | vnuk    | vnuk    | vnuk   | vnuk   | vnuk      | vnuk      |           |           | vnučka    | vnučka    | vnučka   | vnučka   | vnučka   | vnučka   |          |          |       |       |       |       |          |          |           |           |           |           |           |           |        |        |        |        |        |        |
|           |           |           |           |           |           |           |           |            |            |            |            |            |            |          |          |               |               |               |               |               |               |            |            |            |            |            |            |         |         |         |         |         |         |       |       |       |       |       |       |         |         |         |         |         |         |        |        |           |           |           |           |           |           |          |          |          |          |          |          |       |       |       |       |          |          |           |           |           |           |           |           |        |        |        |        |        |        |
|           |           |           |           |           |           |           |           |            |            |            |            |            |            |          |          |               |               |               |               |               |               |            |            |            |            |            |            |         |         |         |         |         |         |       |       |       |       |       |       |         |         |         |         |         |         |        |        |           |           |           |           |           |           |          |          |          |          |          |          |       |       |       |       |          |          |           |           |           |           |           |           |        |        |        |        |        |        |
|           |           |           |           |           |           |           |           |            |            |            |            |            |            |          |          |               |               |               |               |               |               |            |            |            |            |            |            |         |         |         |         |         |         |       |       |       |       |       |       | pravnuk | pravnuk | pravnuk | pravnuk | pravnuk | pravnuk |        |        | pravnučka | pravnučka | pravnučka | pravnučka | pravnučka | pravnučka |          |          |          |          |          |          |       |       |       |       |          |          |           |           |           |           |           |           |        |        |        |        |        |        |
|           |           |           |           |           |           |           |           |            |            |            |            |            |            |          |          |               |               |               |               |               |               |            |            |            |            |            |            |         |         |         |         |         |         |       |       |       |       |       |       | pravnuk | pravnuk | pravnuk | pravnuk | pravnuk | pravnuk |        |        | pravnučka | pravnučka | pravnučka | pravnučka | pravnučka | pravnučka |          |          |          |          |          |          |       |       |       |       |          |          |           |           |           |           |           |           |        |        |        |        |        |        |
|           |           |           |           |           |           |           |           |            |            |            |            |            |            |          |          |               |               |               |               |               |               |            |            |            |            |            |            |         |         |         |         |         |         |       |       |       |       |       |       |         |         |         |         |         |         |        |        |           |           |           |           |           |           |          |          |          |          |          |          |       |       |       |       |          |          |           |           |           |           |           |           |        |        |        |        |        |        |
|           |           |           |           |           |           |           |           |            |            |            |            |            |            |          |          |               |               |               |               |               |               |            |            |            |            |            |            |         |         |         |         |         |         |       |       |       |       |       |       |         |         |         |         |         |         |        |        |           |           |           |           |           |           |          |          |          |          |          |          |       |       |       |       |          |          |           |           |           |           |           |           |        |        |        |        |        |        |
|           |           |           |           |           |           |           |           |            |            |            |            |            |            |          |          |               |               |               |               |               |               |            |            |            |            |            |            |         |         |         |         |         |         |       |       |       |       |       |       | atd.    |         |         |         |         |         |        |        |           |           |           |           |           |           |          |          |          |          |          |          |       |       |       |       |          |          |           |           |           |           |           |           |        |        |        |        |        |        |
|           |           |           |           |           |           |           |           |            |            |            |            |            |            |          |          |               |               |               |               |               |               |            |            |            |            |            |            |         |         |         |         |         |         |       |       |       |       |       |       |         |         |         |         |         |         |        |        |           |           |           |           |           |           |          |          |          |          |          |          |       |       |       |       |          |          |           |           |           |           |           |           |        |        |        |        |        |        |